# Michelangelo Vaccaro
Michelangelo Vaccaro (11 de janeiro de 1854 — 20 de janeiro de 1937) foi um político, jurista e sociólogo italiano.
Foi professor da Universidade de Roma, conselheiro da Corte de Apelações de Roma e, depois, da Corte Suprema de Cassação. Exerceu, por quatro legislaturas (1909 a 1924), o cargo de deputado. Em 1922, assumiu a presidência da primeira seção penal da Corte do Cassação.